# Not.com.mercial
Not Commercial (estilizado como not.com.mercial) é o vigésimo terceiro álbum de estúdio da cantora e atriz estadunidense Cher, lançado pela Artistdirect e Isis Records em 8 de novembro de 2000, exclusivamente no site oficial da cantora.
Cher escreveu o álbum em 1994 enquanto participava de um workshop de compositores, organizado pelo executivo de entretenimento Miles Copeland III, em seu castelo na França. Ao retornar aos Estados Unidos, Cher recrutou membros da Orquestra CBS, do apresentador David Letterman, para gravar o álbum. Após concluí-lo, ela apresentou o álbum à sua gravadora, que recusou o material por ser "não comercial" ("not commercial"). Cher guardou o álbum por seis anos antes de decidir lançá-lo exclusivamente pela internet.
O conteúdo do álbum foi considerado "muito não-Cher" e sombrio, com a cantora afirmando que não tinha nenhuma expectativa para o álbum, explicando que o estava lançando para aqueles que pudessem se interessar. not.com.mercial foi bem recebido pelos críticos musicais, mas  causou polêmica quando a letra da canção "Sisters of Mercy", que se refere às freiras como "filhas do Inferno" ("daughters of Hell") e "mestres da dor" ("masters of pain"), incomodou grupos religiosos. Foi montado um concurso para que quem comprasse o álbum tivesse a chance de ganhar uma viagem para conhecer Cher em Londres, na Inglaterra, ou ganhasse sua boneca.

## Antecedentes
Em 1994, Cher participou de um workshop de compositores, oferecido pelo executivo de entretenimento Miles Copeland III, em seu castelo na França. "Eu escrevia poesia há anos e anos, mas nunca havia pensado em usá-la como música. Mas eu recém havia escrito um poema sobre Kurt Cobain e o levei comigo, junto com algumas outras coisas", disse ela sobre estar inspirada para escrever canções. Lá, ela conheceu o cantor e compositor Bruce Roberts, e juntos eles escreveram 10 canções em cinco dias. Após o workshop, Cher recrutou membros da Orquestra CBS, do apresentador David Letterman, e gravou um álbum, dentro de uma semana, em Nova Iorque, gravando suas 10 canções mais duas outras. No entanto, após apresentá-las ao presidente de sua empresa, Rob Dickens, da Warner Music UK, ele se recusou a lançar o material, pois achou que ele era "bom, mas não comercial" o suficiente. Ela então lançou seu vigésimo primeiro álbum de estúdio, It's a Man's World, um ano depois, sob o selo.
Após o sucesso comercial de Believe (1998), Cher decidiu lançar not.com.mercial pela internet. Ela explicou sua ideia dizendo: "Eu não sei se [o álbum] pertence a outro lugar. [...] Eu acho que a internet é um lugar que pelo menos não infringe a vida de ninguém, e se você quiser ir lá, você pode ir lá e dar uma olhada nele, e se não se importa com ele, nem precisa saber que ele está no universo". A cantora descreveu o conteúdo do álbum como sendo "pessoal" e "muito não-Cher. Mas se as pessoas realmente me conhecessem, é muito Cher. Mas é tão [palavrão] sombrio". No entanto, ela não tinha nenhuma expectativa para o álbum, explicando que o fez para si mesma, e queria compartilhar o material com pessoas que pudessem estar interessadas. Foi feito um concurso, inspirado no filme Willy Wonka and the Chocolate Factory, para quem comprasse o álbum. Três cópias incluíam um "ingresso dourado" e cinco cópias um "ingresso prateado". Os vencedores do bilhete dourado receberam uma viagem para dauas pessoas, para conhecerem Cher em Londres, na Inglaterra, enquanto os detentores do bilhete prateado receberam uma boneca Cher, feita pela Mattel.

## Lista de faixas
Todas as canções produzidas por Cher e Bruce Roberts.
| N.º            | Título                        | Compositor(es)                   | Duração |  |
| 1.             | "Still"                       | Cher Bruce Roberts Bob Thiele    | 6:15    |  |
| 2.             | "Sisters of Mercy"            | Cher Patrick MacDonald Roberts   | 5:01    |  |
| 3.             | "Runnin'"                     | Cher MacDonald Roberts           | 3:56    |  |
| 4.             | "Born With the Hunger"        | Shirley Eikhard                  | 4:05    |  |
| 5.             | "(The Fall) Kurt's Blues"     | Cher MacDonald Roberts           | 5:17    |  |
| 6.             | "With or Without You"         | Cher                             | 3:45    |  |
| 7.             | "Fit to Fly"                  | Cher Doug Millett Kevin Savigar  | 3:53    |  |
| 8.             | "Disaster Cake"               | Cher MacDonald Roberts           | 3:25    |  |
| 9.             | "Our Lady of San Francisco"   | Cher Michael Garvin Rich Wayland | 2:15    |  |
| 10.            | "Classified 1A" (faixa bônus) | Sonny Bono                       | 2:55    |  |
| Duração total: | Duração total:                | Duração total:                   | 40:47   |  |